# Afrolimnophila melampodia
Afrolimnophila melampodia är en tvåvingeart som först beskrevs av Alexander 1956.  Afrolimnophila melampodia ingår i släktet Afrolimnophila och familjen småharkrankar. Inga underarter finns listade i Catalogue of Life.